# Козін Микола Іванович
Козін Микола Іванович — український організатор кіновиробництва.
Народ. 18 грудня 1923 р. у м. Рильську в родині службовця. Помер 11 грудня 1995 р. Закінчив Київський інститут кіноінженерів (1950). Працював старшим інспектором Управління кінопрокату, заступником директора студії «Укркінохроніка», начальником виробництва Київської кіностудії художніх фільмів, заступником директора та директором «Укркінохроніки».
Учасник Німецько-радянської війни.
Нагороджений орденом Червоної Зірки, медалями, Почесною Грамотою Президії Верховної Ради України.
Був членом Спілки кінематографістів України.